# Tochmarc Becfola
Tochmarc Becfola ['toxmark 'bʴegola] („Das Werben um Becfola“) ist der Titel einer Erzählung aus dem Historischen Zyklus der keltischen Mythologie Irlands. Die älteste erhaltene Version ist im Leabhar Buidhe Lecain („Das Gelbe Buch von Lecan“) und eine weitere in einem Manuskript aus dem 16. Jahrhundert überliefert.

## Inhalt
Der irische König Diarmait mac Áedo Sláine ist gemeinsam mit dem Edlen Crimthann auf der Jagd. Sie sehen eine Fee, die aus ihrem Hügel (Síd) kommt und in einem Wagen den Wald durchstreift. Der König verliebt sich in sie und nimmt sie an seinen Hof nach Tara (Temair) mit. Da die Frau jede Auskunft verweigert, nennt er sie Becfola (bec fola, „ohne Mitgift“, auch „ohne Morgengabe“) und heiratet sie, aber sie begehrt eigentlich nur Crimthann. Da sie diese Leidenschaft auch nach längerer Zeit nicht unterdrücken kann, beschließt sie, mit dem Geliebten aus Tara zu fliehen. Im Wald wird Becfola allerdings von Fairies (Elfen) in die Irre geführt und kann nur knapp jagenden Wölfen entgehen. Vom Hunger geschwächt, schließt sie sich einem geheimnisvollen Mann an, der sie auf eine Insel bringt, auf der er mit sieben Gegnern um die Herrschaft kämpft. Dann bringt er Becfola aber wieder nach Tara zurück.
Dort angekommen, muss sie feststellen, dass inzwischen am Königshof keine Zeit seit ihrer Flucht vergangen ist und deshalb auch niemand ihr Verschwinden bemerken konnte. Sie beschließt, bei Diarmait zu bleiben, aber ein Mönch kommt nach Tara und erzählt, er habe sie mit einem Fremden auf der Insel gesehen und beschuldigt sie öffentlich des Ehebruches. Daraufhin gesteht Becfola ihr Schuld und verlässt Tara für immer.
Der historische König Diarmait mac Áedo Sláine, der auch in der Erzählung Scéla Cano meic Gartnáin („Die Geschichte Canos, dem Sohn Gartnáns“) erwähnt wird, ist das Vorbild für den König in dieser Sage. Er regierte zusammen mit seinem Bruder Bláthnat von 642 bis 664 in Irland.